# Buitengewone riviercorrespondentie
De Buitengewone riviercorrespondentie was een regeling ontworpen om bij hoogwater in de grote rivieren tijdig maatregelen te treffen.

## Geschiedenis
In de Bataafse tijd is voor de dijkbewaking en -verdediging door de Rijksoverheid de zogenaamde riviercorrespondentie ingevoerd. Na een aantal provisorische voorlopers werd er in 1806 een eerste reglement voor de riviercorrespondentie vastgesteld. Dit reglement is herhaaldelijk aangevuld. Kern van deze regelingen was dat in tijden van dreigende dijkdoorbraken verschillende daartoe door de rijksoverheid aangeduide posten langs het rivierengebied door ingenieurs van Rijkswaterstaat bemand moesten worden. 
In het kader van de buitengewone riviercorrespondentie werden op bepaalde punten langs de rivier ook kanonnen geplaatst om een signaal af te geven bij hoog water (bijv. bij Wageningen). Deze moesten aan elkaar en aan de centrale overheid berichten doorgeven over de waterhoogten, het ontstaan van ijsdammen, het dreigende doorbreken van dijken en de eventuele dijkbreuken zelf.
Voor iedere winter werden er medewerkers van Rijkswaterstaat geconsigneerd voor dienst op de verschillende poten langs de rivier. De telegraafkantoren bij die punten moesten bemand blijven.
Uiteindelijk is deze dienst samengevoegd met de stormvloedseindienst en in 2010 opgenomen in het Watermanagementcentrum Nederland.